# Ministre d'Afers Maoris
El Ministre d'Afers Maoris és el ministre del govern de Nova Zelanda amb responsabilitat àmplia per la política governamental sobre els maoris, el poble indígena de Nova Zelanda. L'actual Ministre d'Afers Maoris és Pita Sharples. S'encarrega del Ministeri de Desenvolupament Maori.

## Ministres d'Afers Maoris
|      | Nom (naixement-mort) circumscripció                                                       | Fotografia            | Començament del mandat | Fi del mandat          | Legislatures            | Partit        | Primer ministre servit                                                 |
| ---- | ----------------------------------------------------------------------------------------- | --------------------- | ---------------------- | ---------------------- | ----------------------- | ------------- | ---------------------------------------------------------------------- |
| 1    | William Richmond (1821-1895) Diputat per New Plymouth                                     | William Richmond      | 27 d'agost de 1858     | 10 de novembre de 1860 | 2a                      | Sense partit  | Stafford                                                               |
| 2    | Frederick Weld (1823-1891) Diputat per Wairau                                             | Frederick Weld        | 10 de novembre de 1860 | 12 de juliol de 1861   | 2a                      | Sense partit  | Stafford                                                               |
| 3    | Walter Mantell (1820-1895) Diputat per Wallace                                            | Walter Mantell        | 12 de juliol de 1861   | 18 de desembre de 1861 | 3a                      | Sense partit  | Fox                                                                    |
| 4    | Dillon Bell (1822-1898) Diputat per Wallace                                               | Francis Bell          | 6 d'agost de 1862      | 30 d'octubre de 1863   | 3a                      | Sense partit  | Domett                                                                 |
| 5    | William Fox (1812-1893) Diputat per Rangitikei                                            | William Fox           | 30 d'octubre de 1863   | 24 de novembre de 1864 | 3a                      | Sense partit  | Whitaker                                                               |
| (3)  | Walter Mantell (1820-1895) Diputat per Wallace                                            | Walter Mantell        | 16 de desembre de 1864 | 27 de juliol de 1865   | 3a                      | Sense partit  | Weld                                                                   |
| 6    | James FitzGerald (1818-1896) Diputat per Ellesmere                                        | James FitzGerald      | 12 d'agost de 1865     | 16 d'octubre de 1865   | 3a                      | Sense partit  | Weld                                                                   |
| 7    | Andrew Russell (1812-1900) Conseller                                                      | Nova Zelanda          | 31 d'octubre de 1865   | 24 d'agost de 1866     | 3a, 4a                  | Sense partit  | Stafford                                                               |
| 8    | James Crowe Richmond (1822-1898) Diputat per Grey and Bell                                | James Crowe Richmond  | Agost de 1866          | Juny de 1869           | 4a                      | Sense partit  | Stafford                                                               |
| 9    | Donald McLean (1820-1877) Diputat per Napier                                              | Donald McLean         | 28 de juny de 1869     | 7 de desembre de 1876  | 4a, 5a, 6a              | Sense partit  | Fox, Waterhouse, Fox (de nou), Vogel, Pollen, Vogel (de nou), Atkinson |
| 10   | Daniel Pollen (1813-1896) Conseller                                                       | Daniel Pollen         | 18 de desembre de 1876 | 13 d'octubre de 1877   | 6a                      | Sense partit  | Atkinson                                                               |
| 11   | John Sheehan (1844-1885) Diputat per Rodney                                               | Nova Zelanda          | 15 d'octubre de 1877   | 8 d'octubre de 1879    | 6a                      | Sense partit  | Grey                                                                   |
| 12   | John Bryce (1833-1913) Diputat per Wanganui                                               | John Bryce            | 8 d'octubre de 1879    | 21 de gener de 1881    | 7a                      | Sense partit  | Hall                                                                   |
| 13   | William Rolleston (1831-1901) Diputat per Avon                                            | William Rolleston     | 4 de febrer de 1881    | 19 d'octubre de 1881   | 7a                      | Sense partit  | Hall                                                                   |
| (12) | John Bryce (1833-1913) Diputat per Wanganui fins a 1881 Diputat per Waitotara des de 1881 | John Bryce            | 19 d'octubre de 1881   | 16 d'agost de 1884     | 7a, 8a                  | Sense partit  | Hall, Whitaker, Atkinson                                               |
| 14   | John Ballance (1839-1893) Diputat per Wanganui                                            | John Ballance         | 16 d'agost de 1884     | 8 d'octubre de 1887    | 9a                      | Sense partit  | Stout                                                                  |
| 15   | Edwin Mitchelson (1846-1934) Diputat per Eden                                             | Nova Zelanda          | 11 d'octubre de 1887   | 24 de gener de 1891    | 10a                     | Sense partit  | Atkinson                                                               |
| (14) | John Ballance (1839-1893) Diputat per Wanganui                                            | John Ballance         | 24 de gener de 1891    | 4 de febrer de 1891    | 11a                     | Liberal       | (Ell mateix)                                                           |
| 16   | Alfred Cadman (1847-1905) Diputat per Thames                                              | Alfred Cadman         | 4 de febrer de 1891    | 29 de juny de 1893     | 11a                     | Liberal       | Ballance, Seddon                                                       |
| 17   | Richard Seddon (1845-1906) Diputat per Westland                                           | Richard Seddon        | 6 de setembre de 1893  | 21 de desembre de 1899 | 11a, 12a, 13a           | Liberal       | (Ell mateix)                                                           |
| 18   | James Carroll (1857-1926) Diputat per Waiapu fins a 1908 Diputat per Gisborne des de 1908 | James Carroll         | 21 de desembre de 1899 | 23 de març de 1912     | 14a, 15a, 16a, 17a, 18a | Liberal       | Seddon, Hall-Jones, Ward                                               |
| 19   | William MacDonald (1862-1920) Diputat per Bay of Plenty                                   | Nova Zelanda          | 28 de març de 1912     | 10 de juliol de 1912   | 18a                     | Liberal       | Mackenzie                                                              |
| 20   | William Herries (1859-1923) Diputat per Tauranga                                          | William Herries       | 10 de juliol de 1912   | 7 de febrer de 1921    | 18a, 19a, 20a           | Reformador    | Massey                                                                 |
| 21   | Gordon Coates (1878-1943) Diputat per Kaipara                                             | Gordon Coates         | 9 de març de 1921      | 10 de desembre de 1928 | 20a, 21a, 22a           | Reformador    | Massey, Bell, (ell mateix)                                             |
| 22   | Apirana Ngata (1874-1950) Diputat per Eastern Maori                                       | Apirana Ngata         | 10 de desembre de 1928 | 1 de novembre de 1934  | 23a, 24a                | Unit          | Ward, Forbes                                                           |
| 23   | George Forbes (1869-1947) Diputat per Hurunui                                             | George Forbes         | 1 de novembre de 1934  | 6 de desembre de 1935  | 24a                     | Unit          | (Ell mateix)                                                           |
| 24   | Michael Joseph Savage (1872-1940) Diputat per Auckland West                               | Michael Joseph Savage | 6 de desembre de 1935  | 27 de març de 1940     | 25a, 26a                | Laborista     | (Ell mateix)                                                           |
| 25   | Frank Langstone (1881-1969) Diputat per Waimarino                                         | Nova Zelanda          | 1 d'abril de 1940      | 21 de desembre de 1942 | 26a                     | Laborista     | Fraser                                                                 |
| 26   | Rex Mason (1885-1975) Diputat per Auckland Suburbs                                        | Nova Zelanda          | 7 de juliol de 1943    | 19 de desembre de 1946 | 27a                     | Laborista     | Fraser                                                                 |
| 27   | Peter Fraser (1884-1950) Diputat per Brooklyn                                             | Peter Fraser          | 19 de desembre de 1946 | 13 de desembre de 1949 | 28a                     | Laborista     | (Ell mateix)                                                           |
| 28   | Ernest Corbett (1898-1968) Diputat per Egmont                                             | Nova Zelanda          | 13 de desembre de 1949 | 26 de setembre de 1957 | 29a, 30a, 31a           | Nacional      | Holland, Holyoake                                                      |
| 29   | Keith Holyoake (1904-1983) Diputat per Pahiatua                                           | Keith Holyoake        | 26 de setembre de 1957 | 12 de desembre de 1957 | 31a                     | Nacional      | (Ell mateix)                                                           |
| 30   | Walter Nash (1882-1968) Diputat per Hutt                                                  | Walter Nash           | 12 de desembre de 1957 | 12 de desembre de 1960 | 32a                     | Laborista     | (Ell mateix)                                                           |
| 31   | Ralph Hanan (1909-1969) Diputat per Invercargill                                          | Ralph Hanan           | 12 de desembre de 1960 | 24 de juliol de 1969   | 33a, 34a, 35a           | Nacional      | Holyoake                                                               |
| 32   | Duncan MacIntyre (1915-2001) Diputat per Hastings                                         | Duncan MacIntyre      | 22 de desembre de 1969 | 8 de desembre de 1972  | 35a, 36a                | Nacional      | Holyoake, Marshall                                                     |
| 33   | Matiu Rata (1934-1997) Diputat per Northern Maori                                         | Nova Zelanda          | 8 de desembre de 1972  | 12 de desembre de 1975 | 37a                     | Laborista     | Kirk, Rowling                                                          |
| (32) | Duncan MacIntyre (1915-2001) Diputat per Bay of Plenty                                    | Duncan MacIntyre      | 12 de desembre de 1975 | 13 de desembre de 1978 | 38a                     | Nacional      | Muldoon                                                                |
| 34   | Ben Couch (1925-1996) Diputat per Wairarapa                                               | Nova Zelanda          | 13 de desembre de 1978 | 26 de juliol de 1984   | 39a, 40a                | Nacional      | Muldoon                                                                |
| 35   | Koro Wētere (1935-actualitat) Diputat per Western Maori                                   | Nova Zelanda          | 26 de juliol de 1984   | 2 de novembre de 1990  | 41a, 42a                | Laborista     | Lange, Palmer, Moore                                                   |
| 36   | Winston Peters (1945-actualitat) Diputat per Tauranga                                     | Winston Peters        | 2 de novembre de 1990  | Octubre de 1991        | 43a                     | Nacional      | Bolger                                                                 |
| 37   | Doug Kidd (1941-actualitat) Diputat per Marlborough                                       | Nova Zelanda          | Octubre de 1991        | 6 de novembre de 1993  | 43a                     | Nacional      | Bolger                                                                 |
| 38   | John Luxton (1946-actualitat) Diputat per Matamata                                        | Nova Zelanda          | 6 de novembre de 1993  | 16 de desembre de 1996 | 44a                     | Nacional      | Bolger                                                                 |
| 39   | Tau Henare (1960-actualitat) Diputat per Te Tai Tokerau                                   | Nova Zelanda          | 16 de desembre de 1996 | Agost de 1998          | 45a                     | NZ Primer     | Bolger, Shipley                                                        |
| 39   | Tau Henare (1960-actualitat) Diputat per Te Tai Tokerau                                   | Nova Zelanda          | Agost de 1998          | 10 de desembre de 1999 | 45a                     | Mauri Pacific | Shipley                                                                |
| 40   | Dover Samuels (1939-actualitat) Diputat per Te Tai Tokerau                                | Nova Zelanda          | 10 de desembre de 1999 | 28 de juny de 2000     | 46a                     | Laborista     | Clark                                                                  |
| 41   | Parekura Horomia (1950-2013) Diputat per Ikaroa-Rāwhiti                                   | Parekura Horomia      | 26 de juliol de 2000   | 19 de desembre de 2008 | 46a, 47a, 48a           | Laborista     | Clark                                                                  |
| 42   | Pita Sharples (1941-actualitat) Diputat per Tāmaki Makaurau                               | Pita Sharples         | 19 de desembre de 2008 | (actualitat)           | 49a, 50a                | Maori         | Key                                                                    |